# Ellipsidion bicolor
Ellipsidion bicolor es una especie de cucaracha del género Ellipsidion, familia Ectobiidae, orden Blattodea.

## Distribución
Se distribuye por Australia: en el estado de Queensland.

## Taxonomía
Fue descrita por Tepper en 1895 y publicada en Tepper. 1895. Notes on Victorian and other Blattariae and descriptions of new species. Trans. R. Soc. S. Aust. 19:146-166.